# رتج كبدي
الرتج الكبدي (بالإنجليزية: Hepatic diverticulum)‏ أو البرعم الكبدي (بالإنجليزية: liver bud)‏ هو امتدادٌ خلويٌ أولي للأديم الباطن الخاص بالمعى الأمامي الجنيني، حيثُ ينتجُ عن هذا الامتداد النسيج الحشوي للكبد.